# いせ (護衛艦)
いせ（ローマ字：JS Ise, DDH-182）は、海上自衛隊のヘリコプター搭載護衛艦（DDH）。ひゅうが型護衛艦の2番艦。艦名は令制国の伊勢国に由来し、戦艦（航空戦艦）伊勢に次いで二代目。
本記事は、本艦の艦暦について主に取り扱っているため、性能や装備等の概要についてはひゅうが型護衛艦を参照されたい。

## 艦歴

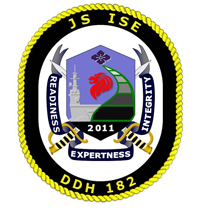
「いせ」ロゴマーク

「いせ」は、中期防衛力整備計画に基づく平成18年度計画13,500トン型ヘリコプター搭載護衛艦2320号艦として、アイ・エイチ・アイ マリンユナイテッド横浜工場で2008年5月30日に起工され、2009年8月21日に同工場で挙行された命名・進水式において、防衛大臣（防衛大臣政務官岸信夫代読）により「いせ」と命名され、進水。艦番号は当初DDH-146、建造番号2406号が与えられていたが、その後、艦番号がDDH-182、建造番号も2320号に変更された。
2010年7月20日から第1回海上公試を開始する。
2011年3月16日に就役し、第4護衛隊群第4護衛隊に編入された。定係港は呉。就役後は同基地を拠点として就役訓練が実施された。艦名板は伊勢神宮大宮司：鷹司尚武の揮毫によるもので、木材は宇治橋に使用されていた欅が使用された。
2013年11月8日、フィリピンを襲った台風30号による被害の救援のため、フィリピン国際緊急援助隊が編成され、輸送艦「おおすみ」、補給艦「とわだ」と共に派遣された（「サンカイ（現地語で友達）作戦」）。11月18日に呉を出港、11月22日にレイテ湾に到着、救援物資輸送や医療、防疫活動を実施し、12月20日に帰国した。
2014年6月7日、米国派遣訓練及び環太平洋合同演習（RIMPAC 2014）に参加するため護衛艦「きりしま」とともに呉を出港、各種戦術訓練及びHA/DR（人道支援・災害救済）訓練等を実施し、8月21日、呉に帰港した。
2016年4月12日、インドネシア海軍国際観艦式に参加し、その後4月16日までインドネシア共和国パダン周辺海空域で実施されるインドネシア海軍主催多国間共同訓練「コモド2016」に参加、17日から19日までは、パダンからボルネオ島西部に至る海空域において米豪海軍とともに日米豪共同海外巡航訓練を実施した。4月26日にはフィリピンのスービック港に寄港し、29日までフィリピン軍と通信訓練を実施。5月1日から5月12日まで、ブルネイからシンガポールに至る海空域でADMMプラス海洋安全保障実動訓練に参加する。
2017年3月22日、いずも型護衛艦2番艦「かが」就役による編成替えにより、第2護衛隊群第2護衛隊に編入され、定係港が佐世保に転籍。
同年9月11日～9月28日には日本列島南方海域で、空母「ロナルド・レーガン」やイージス艦からなる米海軍との共同訓練を実施（僚艦「あけぼの」「さざなみ」と約一週間ごとに交代）。
同年11月12日、日本海において護衛艦「いなづま」及び「まきなみ」とともに「ロナルド・レーガン」、「ニミッツ」、「セオドア・ルーズベルト」他、艦艇数隻と日米共同訓練を実施した。
2018年3月11日から23日までの間、南シナ海北部から沖縄周辺に至る海空域において米海軍空母「カール・ヴィンソン」他艦艇数隻と日米共同巡航訓練を実施した。
同年6月8日から6月16日までの間、グアム島及び同島周辺海空域において実施される日米印共同訓練（マラバール2018）に参加した。参加部隊は「いせ」の他、護衛艦「ふゆづき」、「すずなみ」、搭載航空機5機、潜水艦「そうりゅう」、P-1哨戒機2機。
「いせ」は引き続き6月27日から8月2日まで実施される環太平洋合同演習（RIMPAC 2018）に参加した。
同年9月22日、5年ぶりに唐津港に入港した。歓迎式には地元の区長などの関係者らが参加した。
同年12月1日、鹿児島県屋久島の南方を航行中の「いせ」は前日の11月30日にイージス艦「こんごう」から海中に転落し、行方不明になっていた40代の男性1等海曹を発見し救助した。同1曹は1日午前4時ごろ、屋久島の南方約50キロの海上をクーラーボックスのような漂流物にしがみついて漂っていたところを「いせ」の乗組員に発見された。命に別条はなかった。
2019年6月3日から8月21日にかけて豪州クイーンズランド州ショールウォーターベイ演習場及び同周辺海域において実施される米軍との実動訓練（タリスマン・セイバー19）に掃海隊群司令の指揮により参加する。海自からは他に輸送艦「くにさき」、陸上自衛隊からは水陸機動団及び第1ヘリコプター団が参加し、日米共同による着上陸及び陸上戦闘、共同巡航訓練等を実施した。
2020年7月23日から9月18日にかけて護衛艦「あしがら」とともに令和2年度米国派遣訓練（護衛艦）に参加する（「あしがら」は8月1日に出港）。米海軍の協力を得て、対空戦、対水上戦、対潜戦等の洋上訓練を実施するとともに、8月17日から8月31日の間は、米海軍が主催する多国間共同訓練RIMPAC2020に参加した。9月12日から13日の間はグアム島周辺海空域において日米豪韓共同訓練（パシフィック・ヴァンガード20）を実施した。米海軍からは駆逐艦「バリー」、補給艦「ジョン・エリクソン」、潜水艦、航空機、豪海軍からはフリゲート艦「アランタ」、「スチュアート」、韓国海軍からは駆逐艦「忠武公李舜臣」、「西厓柳成龍」が参加し、対空戦、対水上戦、対潜戦訓練等を実施した。
2021年3月1日から5日にかけて、関東南方からグアム北方の海空域において護衛艦「はるさめ」、「しらぬい」とともに米海軍駆逐艦「ジョン・S・マケイン」、「ベンフォールド」と日米共同訓練を実施した。
同年5月11日から17日にかけて、護衛艦「あしがら」、「あさひ」、「こんごう」、輸送艦「おおすみ」、ミサイル艇「おおたか」、「しらたか」、哨戒機、潜水艦とともに東シナ海において日米豪仏共同訓練（ARC21）に参加した。米海軍からはドック型輸送揚陸艦「ニューオリンズ」、豪海軍からはフリゲート「パラマッタ」、仏海軍からは強襲揚陸艦「トネール」、フリゲート「シュルクーフ」が参加し、防空訓練、対潜訓練、着上陸訓練を実施した。
また、同年5月26日から29日にかけて、沖縄東方訓練海空域において米海軍空母「ロナルド・レーガン」、駆逐艦「シャイロー」、補給艦「ペコス」と共同訓練を実施した。
同年8月24日には、沖縄南方海空域において護衛艦「あさひ」、陸上自衛隊（水陸機動団、第1ヘリコプター団、西部方面航空隊）、航空自衛隊（第9航空団、南西航空警戒管制団）とともに米国主催大規模広域訓練2021（LSGE21：Large-Scale Global Exercise 2021）に参加した。米海軍から強襲揚陸艦「アメリカ」、ドック型揚陸艦「ニューオーリンズ」、駆逐艦「ザ・サリバンズ」、英海軍から空母「クイーン・エリザベス」及び駆逐艦「ディフェンダー」、フリゲート「ケント」、オランダ海軍フリゲート「エファーツェン」が参加し、航空作戦訓練（対戦闘機戦闘訓練及びPHOTEX）、海上作戦訓練（クロスデッキ、通信訓練及びPHOTEX）を実施した。翌25日から26日には英国空母打撃群（CSG21：空母「クイーン・エリザベス」、フリゲート「ケント」、駆逐艦「ディフェンダー」、米駆逐艦「ザ・サリバンズ」、蘭フリゲート艦「エファーツェン」）と日英米蘭共同訓練（PACIFIC CROWN 21-1）を実施し、27日及び28日にかけても沖縄東方から東シナ海において護衛艦「てるづき」とともに英国空母打撃群と日英米蘭共同訓練（PACIFIC CROWN 21-2）を実施した。
同年9月2日から7日にかけて、東シナ海から四国南方を経て関東南方に至る海空域おいて、再び英国空母打撃群と日英米蘭加共同訓練（PACIFIC CROWN 21‐3）を実施する。海自からは本艦の他、護衛艦「あさひ」、「はるさめ」、「たかなみ」、「きりしま」、「おおなみ」、「てるづき」及び潜水艦1隻、P‐1哨戒機が、空自からはＦ-2、Ｆ-15戦闘機、E-767早期警戒管制機が参加し、対抗戦、防空戦、対潜戦等を実施する。また、英国空母打撃群には、カナダ海軍フリゲート「ウィニペグ」が加わった。9月8日から9日にかけて関東東方の海空域において、護衛艦「いずも」とともに英国空母打撃群と日英米蘭加共同訓練（PACIFIC CROWN 21‐4）を実施した。
同年10月2日及び3日には沖縄南西海空域において護衛艦「きりしま」、「やまぎり」とともに米海軍空母「ロナルド・レーガン」、「カール・ヴィンソン」、英海軍空母「クイーン・エリザベス」などと日米英蘭加新共同訓練を実施した。
同年11月3日、東シナ海において護衛艦「はるさめ」、「あさひ」、ミサイル艇「おおたか」、掃海艇「ひらしま」、「やくしま」、「たかしま」とともに米海軍強襲揚陸艦「アメリカ」と日米共同訓練を実施した。
2023年3月23日から3月26日にかけて、太平洋から東シナ海の訓練海空域において実施された日米共同訓練に参加した。本艦のほか、陸上自衛隊西部方面隊、米海軍空母「ニミッツ」、駆逐艦「ディケイター」・「ウェインＥ・メイヤー」が参加し、各種戦術訓練（対潜戦、対空戦、対水上戦）、PHOTOEX等を実施した。
同年9月5日、陸上自衛隊第1ヘリコプター団隷下の輸送航空隊所属V-22オスプレイの発着艦訓練を小笠原諸島周辺海空域において実施した。
2024年1月29日から2月1日にかけて、沖縄南方の訓練海空域において日米共同訓練を実施した。米海軍からは空母「カール・ヴィンソン」・「セオドア・ルーズベルト」、巡洋艦「レイク・エリー」・「プリンストン」 、駆逐艦「ダニエル・イノウエ」・「デューイ」・「ジョン・フィン」 ・「ハルゼー」・「ラファエル・ペラルタ」・「スタレット」 ・「ウィリアム・P・ローレンス」が参加し、各種戦術訓練（クロスデッキ、LINKEX等）及びPHOTOEXを実施。
2025年6月14日、令和7年度インド太平洋方面派遣（IPD25）第3水上部隊として佐世保基地から出港した。同月21日、第3水上部隊を編成する「すずなみ」とともにフィリピンのマニラ港に入港した。同年7月13日から同年8月4日まで豪州及び同周辺海空域において実施される米豪主催多国間共同訓練タリスマン・セイバー25に「すずなみ」及びIPD25第2水上部隊の「おおすみ」とともに参加した。同年8月7日、8日にニュージーランド西方海域においてニュージーランド海軍多用途船「カンタベリー」と日新親善訓練を実施した。訓練後の8日には「すずなみ」とともにニュージーランドの首都ウェリントンに入港した。ニュージーランドに日本の戦闘艦艇が寄港するのは50年ぶり。

### 歴代艦長
| 代       | 氏名       | 在任期間              | 出身校・期          | 前職                                                                                   | 後職                                             | 備考     |
| 艤装員長 | 艤装員長   | 艤装員長              | 艤装員長            | 艤装員長                                                                               | 艤装員長                                         | 艤装員長 |
| -------- | ---------- | --------------------- | ------------------- | -------------------------------------------------------------------------------------- | ------------------------------------------------ | -------- |
| -        | 星山良一   | 2009.8.21 - 2011.3.15 | 防大26期            | 開発隊群司令部                                                                         | いせ艦長                                         |          |
| 艦長     |            |                       |                     |                                                                                        |                                                  |          |
| 01       | 星山良一   | 2011.3.16 - 2012.7.31 | 防大26期            | いせ艤装員長                                                                           | 呉海上訓練指導隊司令                             |          |
| 02       | 梅崎時彦   | 2012.8.1 - 2014.2.20  | 防大29期            | 呉地方総監部監察官                                                                     | 大湊海上訓練指導隊司令                           |          |
| 03       | 藤原秀幸   | 2014.2.21 - 2015.8.2  | 防大33期            | しらね艦長                                                                             | 佐世保地方総監部防衛部第3幕僚室長 兼 第5幕僚室長 |          |
| 04       | 髙田昌樹   | 2015.8.3 - 2018.3.29  | 防大29期            | 余市防備隊司令                                                                         | 佐世保基地業務隊付                               |          |
| 05       | 大森浩昭   | 2018.3.30 - 2019.9.12 | 防大35期            | 統合幕僚学校教育課研究室 主任研究官                                                    | 護衛艦隊司令部勤務 → 2019.9.17 余市防備隊司令    |          |
| 06       | 飯ケ谷孝広 | 2019.9.13 - 2021.3.31 | 防大38期            | かが副長                                                                               | 佐世保地方総監部防衛部第3幕僚室長 兼 第5幕僚室長 |          |
| 07       | 宮﨑好司   | 2021.4.1 - 2022.12.11 | 防大36期            | 海上自衛隊第1術科学校教育第2部長                                                       | 海上自衛隊第1術科学校教育第1部長                 |          |
| 08       | 金子純一   | 2022.12.12 - 2025.3.2 | 駒澤大学・ 42期幹候 | 海上自衛隊幹部学校 → 2022.5.9 護衛艦隊司令部勤務                                       | 海上訓練指導隊群司令部勤務                       |          |
| 09       | 沖重大樹   | 2025.3.3 -            | 防大40期            | 海上幕僚監部防衛部防衛課勤務 兼 海上幕僚監部防衛部装備体系課勤務 兼 護衛艦隊司令部勤務 |                                                  |          |

## ギャラリー

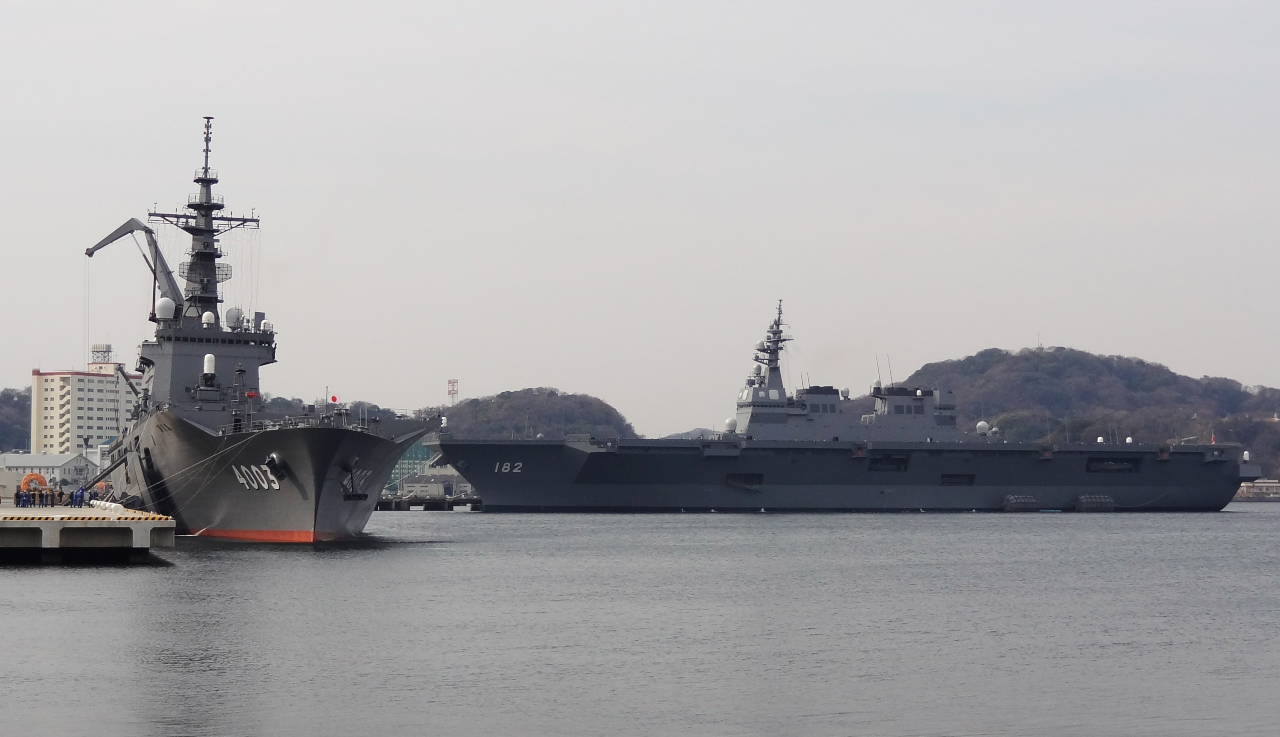
輸送艦「くにさき」と「いせ」
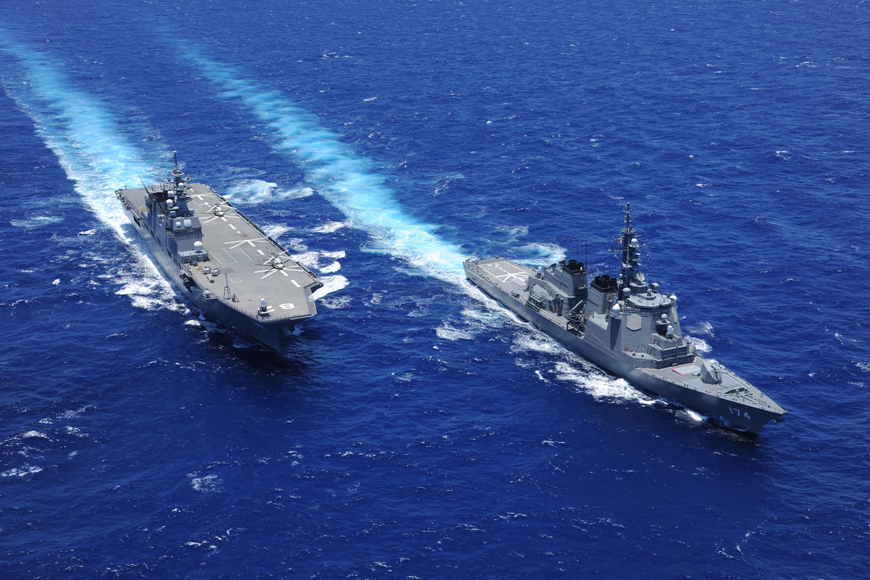
RIMPAC 2014に参加中の「きりしま」と「いせ」
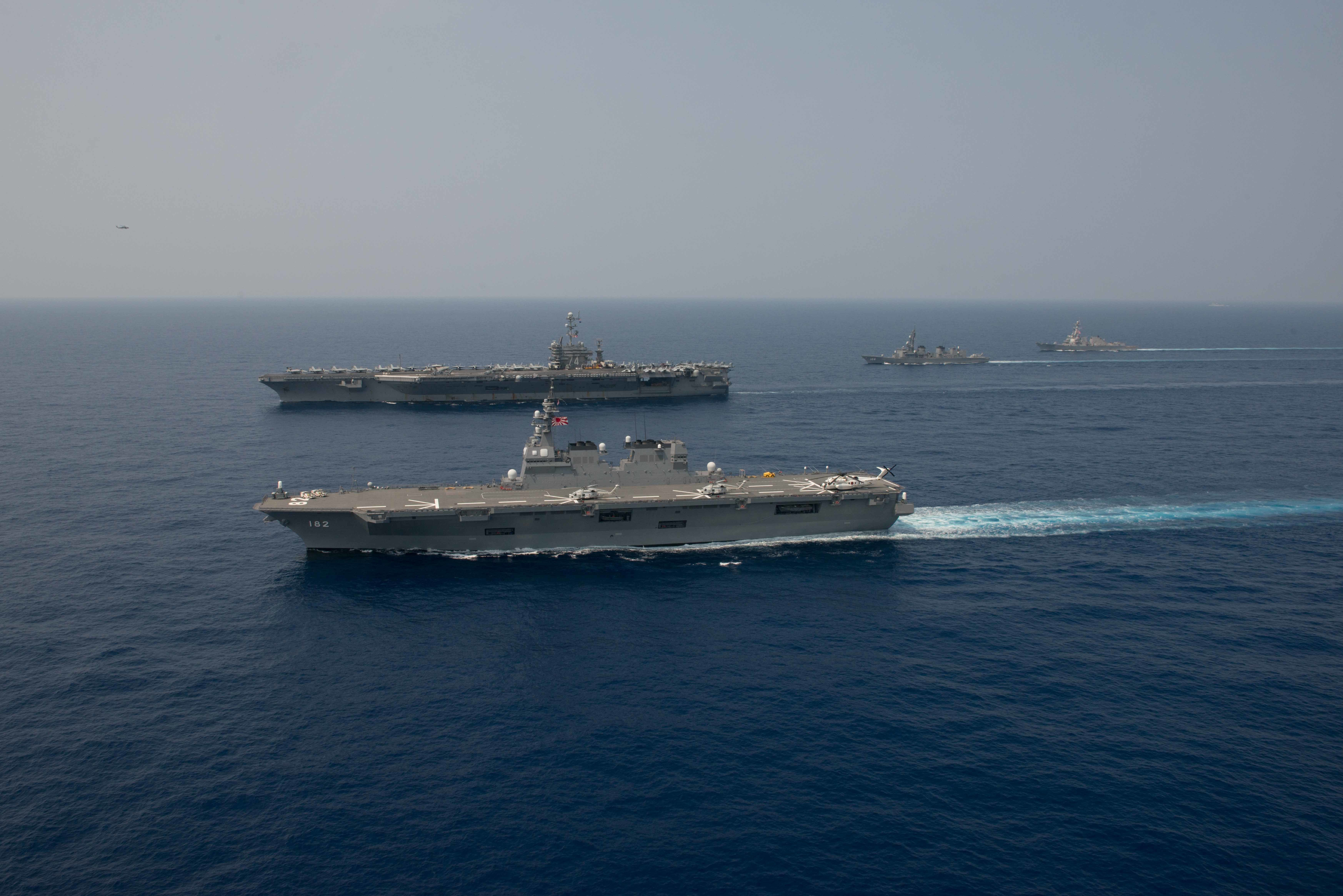
「いせ」（前）、「ジョン・C・ステニス」（奥）
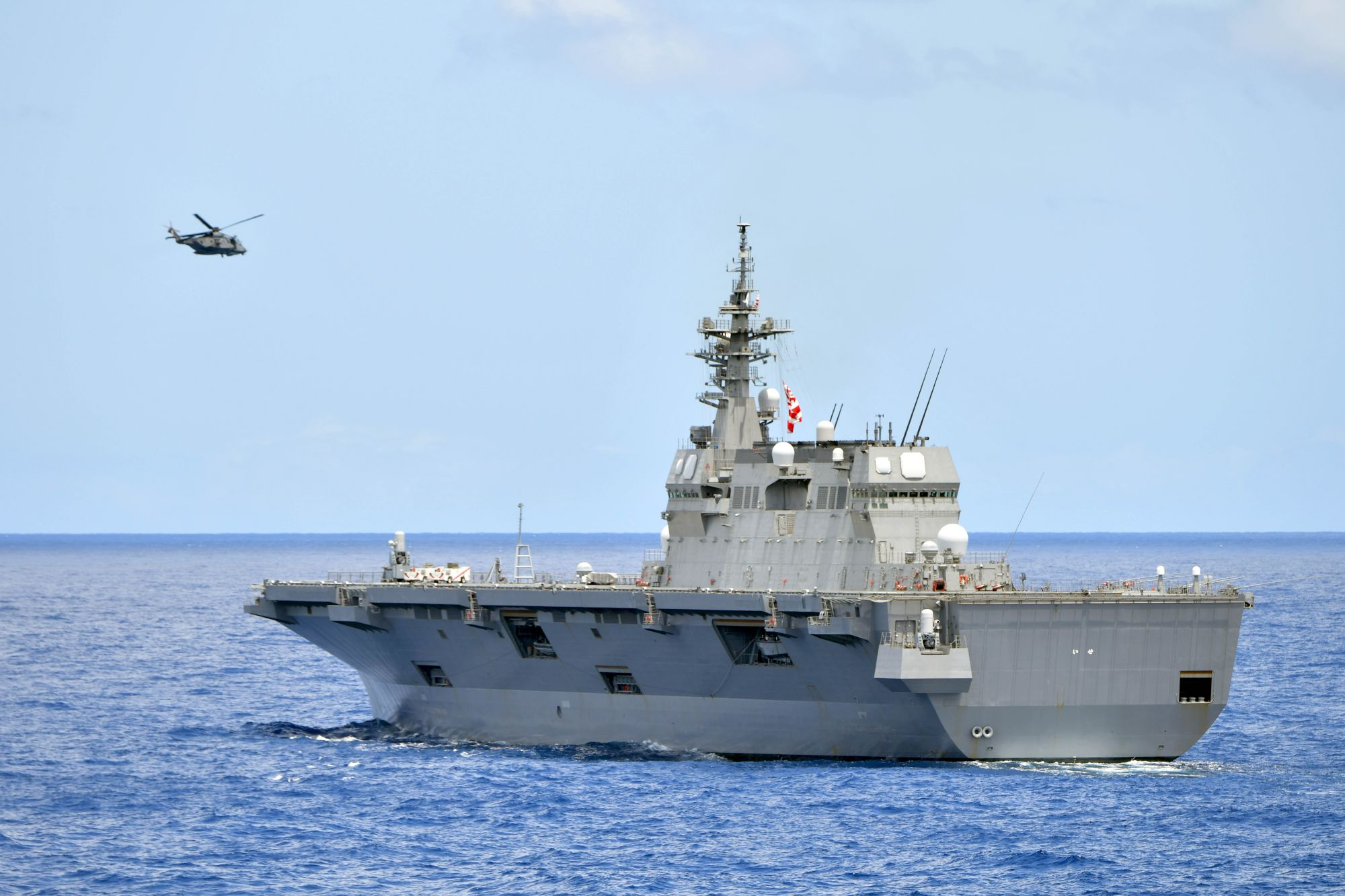
RIMPAC 2020に参加中の「いせ」
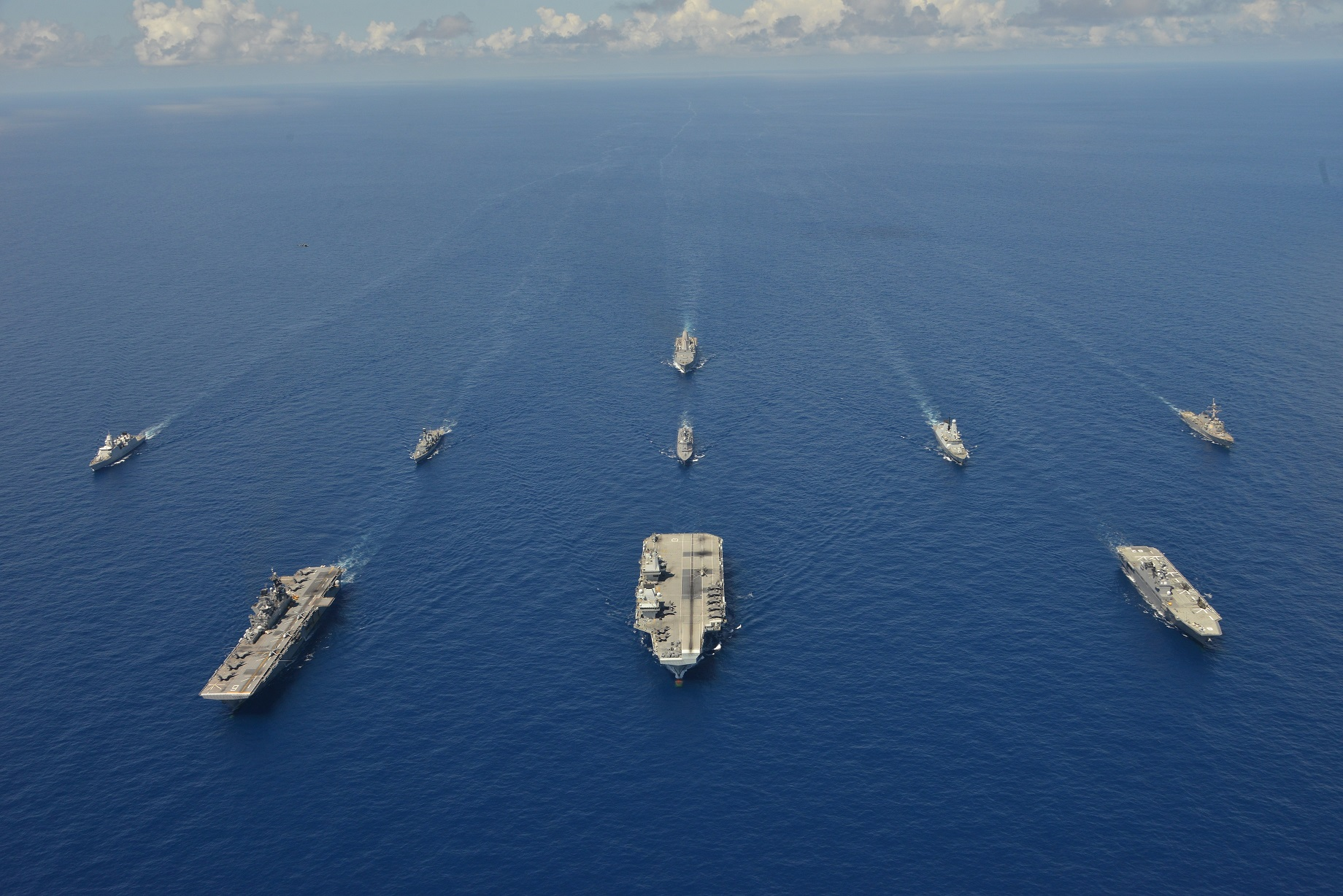
LSGE21に参加中の「いせ」
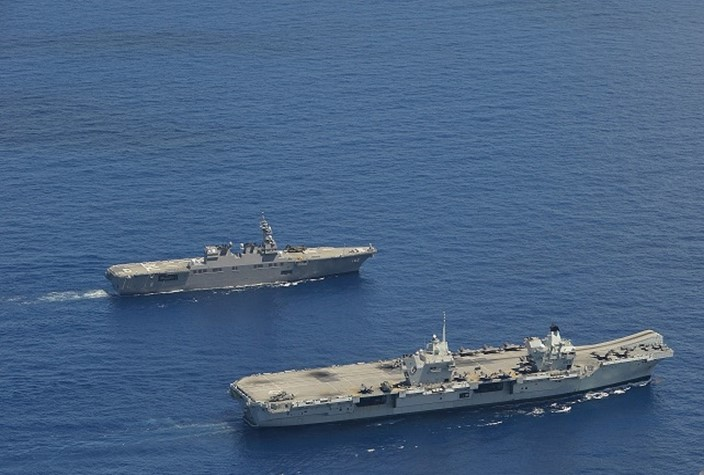
英海軍空母「クイーン・エリザベス」と「いせ」（奥）
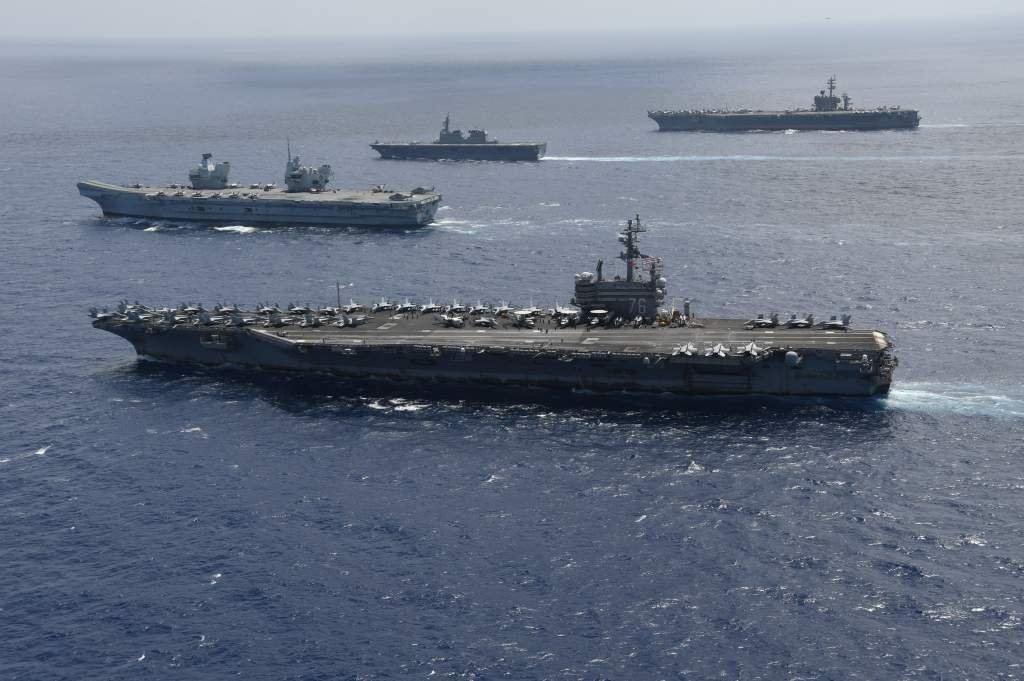
手前から米空母「ロナルド•レーガン」、英空母「クイーン・エリザベス」、「いせ」、米空母「カールビンソン」
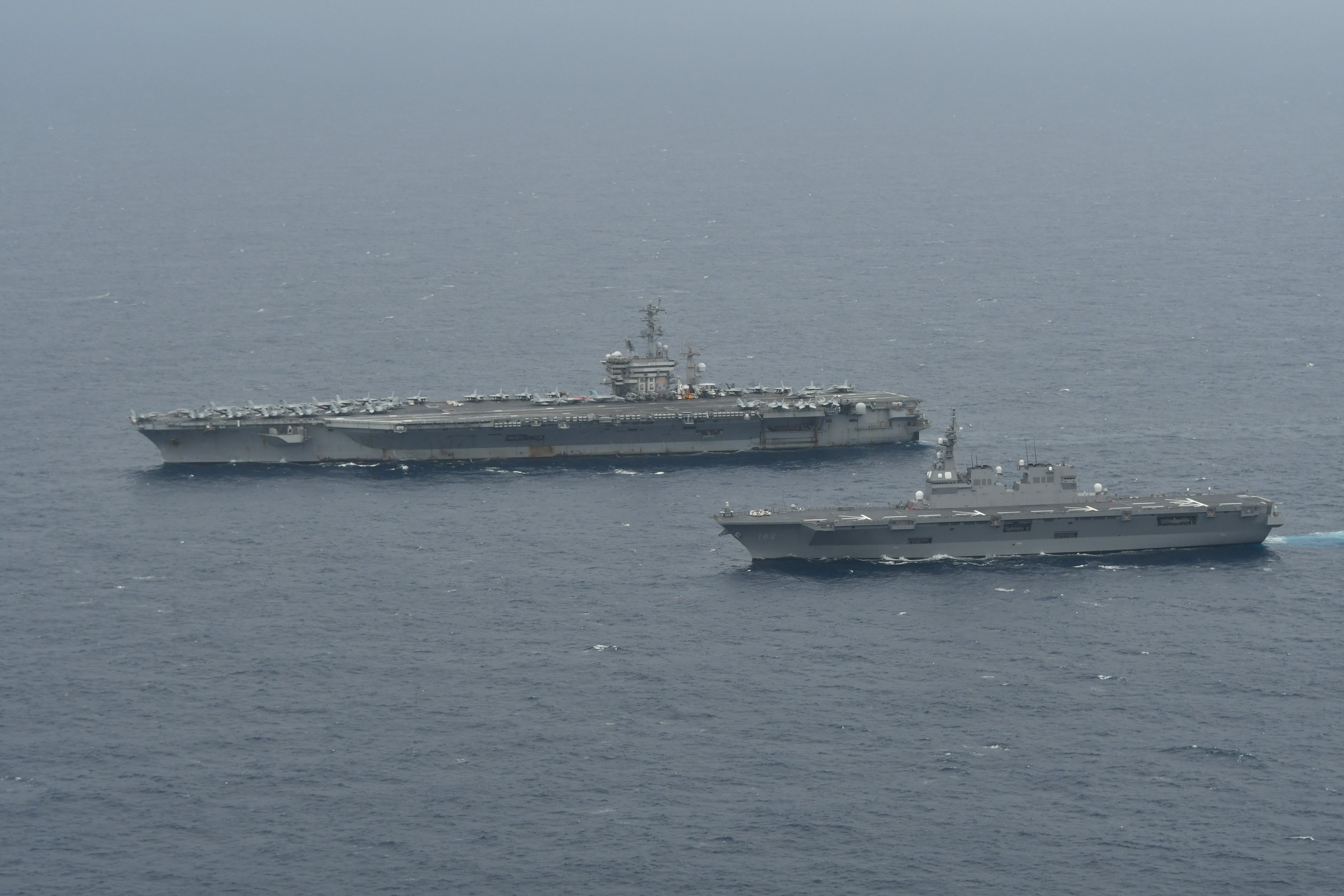
共同訓練を実施中の米空母「ニミッツ」と「いせ」
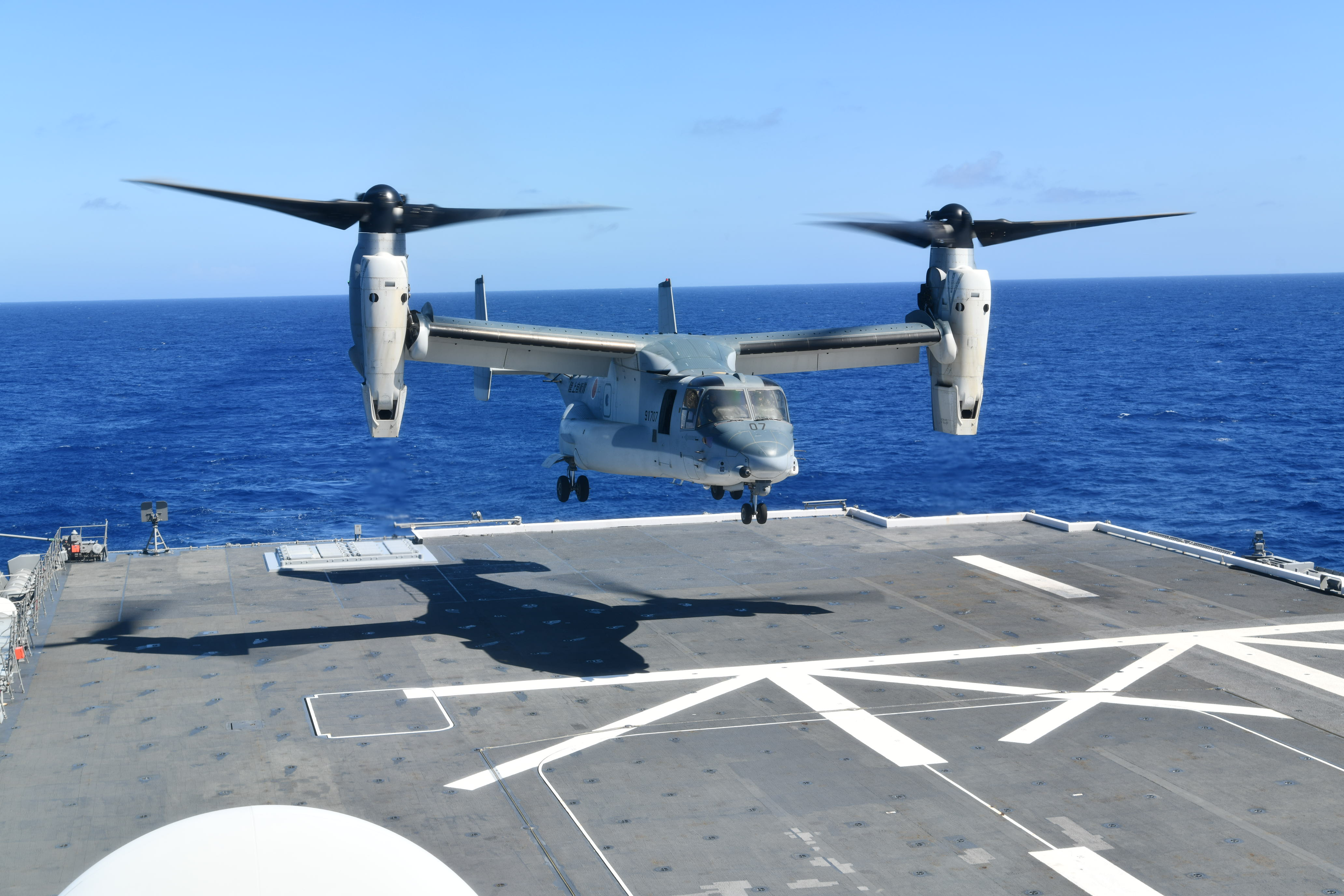
陸上自衛隊V-22オスプレイによる発着艦訓練の様子
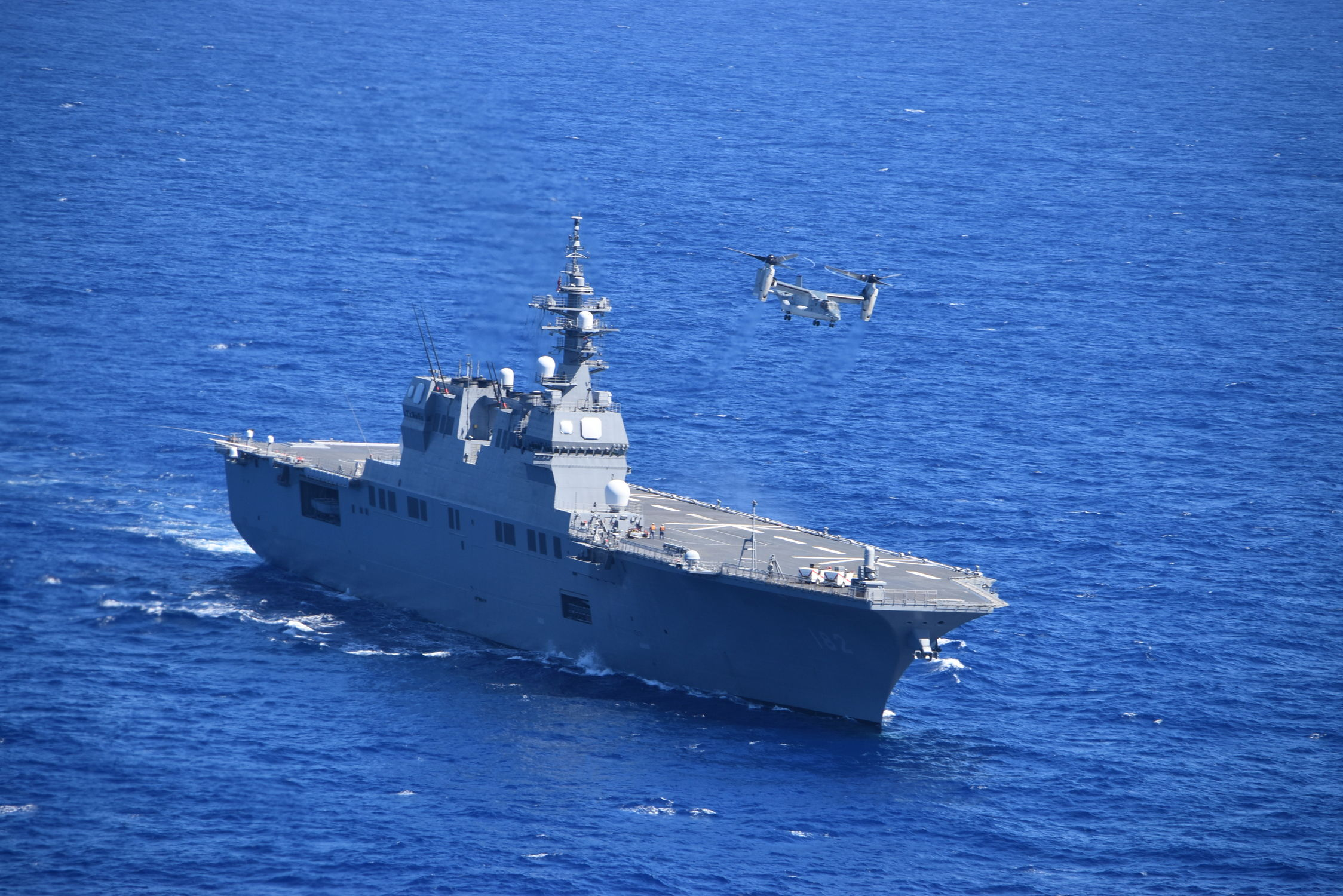
「いせ」と陸上自衛隊V-22オスプレイ
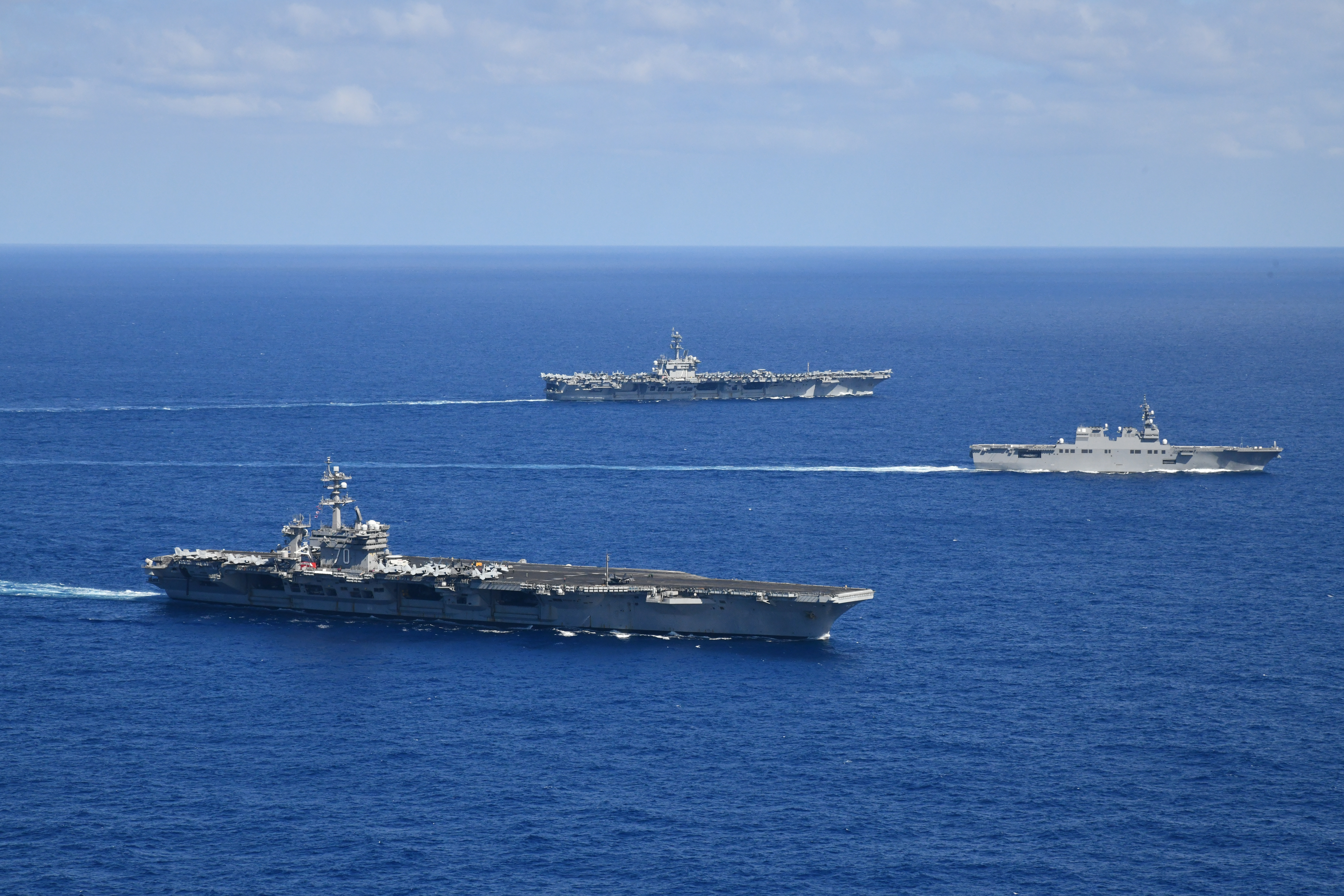
米海軍「カール・ヴィンソン」（手前）及び「セオドア・ルーズベルト」（奥）と共同訓練を実施中の「いせ」